# Dżabal Marra
Dżabal Marra (arab. جبل مرة, tłum. złe góry) – łańcuch wulkanicznych szczytów tworzących masyw wznoszący się ponad 3000 m n.p.m. Położony jest w centralnej części Darfuru w Sudanie. Jego najwyższym wzniesieniem jest Deriba. W wyższych partiach masywu znajduje się niewielki obszar o umiarkowanym klimacie z dużą ilością opadów i stałymi źródłami wody. 
Ostatnią erupcję zanotowano ok. 1500 r. p.n.e. Centrum aktywności była Deriba. Zapadnięcie się kaldery wywołało erupcję pumeksu i lawin piroklastycznych, które dotarły na odległość ponad 30 km od wulkanu. Najważniejszym elementem wielkiego pola wulkanicznego Dżabal Marry jest młoda kaldera Deriba. Kaldera, która ma 5 km średnicy i jest położona na południowym krańcu pola wulkanicznego, powstała w czasie erupcji około 3500 lat temu. Pole wulkaniczne pokrywa dużą część Dżabal Marry i zawiera dawne pola lawy bazaltowej pokryte grubymi warstwami osadów pochodzących ze spływów piroklastycznych. Północną część pola tworzą stożki lawy trachitowej, grzbiety tworzące ostańce, młode bazaltowe scoria i potoki lawy. Erupcje popiołów z kaldery Deriba mogły zachodzić jeszcze na początku czasów historycznych (Burton i Wickers, 1966). Aktywne fumarole obserwowane były na bokach małych stożków wewnątrz kaldery.

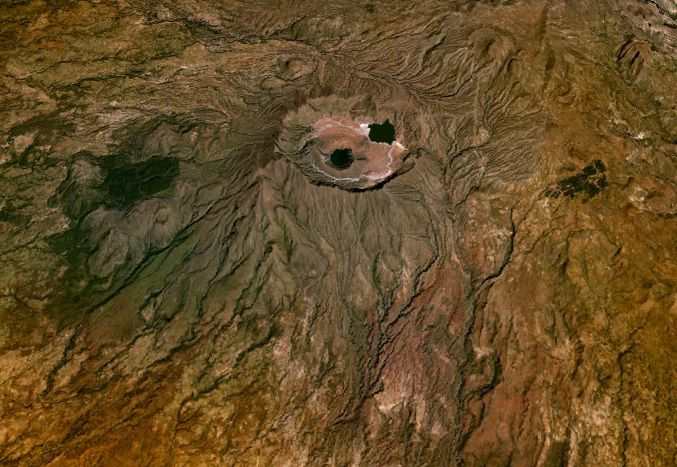
Zdjęcie satelitarne z NASA World Wind